# Prawda o Jane
Prawda o Jane (oryg.: The Truth About Jane) amerykański dramat filmowy z roku 2000 w reżyserii Lee Rose.

## Fabuła
Jane uczy się w szkole, ma wielu przyjaciół. Kiedy w klasie pojawia się nowa uczennica, Taylor, Jane zostaje jej najbliższą przyjaciółką. Wkrótce ich wzajemne stosunki przeradzają się jednak  w coś większego, niż zwykła dziewczęca przyjaźń. Jane uświadamia sobie, że jej uczucia względem Taylor mogą oznaczać tylko jedno: jest lesbijką. Za pośrednictwem młodszego brata Jane rodzice dowiadują się prawdy, a Jane przyznaje się do swojej orientacji. Dla rodziców stanowi to poważny wstrząs i potrzebują długiego czasu, by zaakceptować Jane taką, jaka ona jest.